# Juan Gallego
Juan Gallego es una localidad española del municipio de El Madroño, perteneciente a la provincia de Sevilla, en la comunidad autónoma de Andalucía.

## Historia
Hacia mediados del siglo XIX, el lugar tenía contabilizada una población de 36 habitantes. La localidad aparece descrita en el noveno volumen del Diccionario geográfico-estadístico-histórico de España y sus posesiones de Ultramar de Pascual Madoz de la siguiente manera:

JUAN GALLEGOS: uno de los cas. comprendidos en el radio de la felig. del Madroño, ayunt. del Castillo de las Guardas (V.). en la prov. de Sevilla, part. jud. de Sanlucar la Mayor. Tiene 10 casas, y su terreno poblado de algunas encinas y monte bajo. prod.: trigo, cebada, centeno, queso y miel: se cria algun ganado y caza de conejos y perdices. pobl.: 8 vec., 36 alm. riqueza y contr.: con el ayuntamiento.
(Madoz, 1847, p. 647)

En la actualidad pertenece al municipio de El Madroño. En 2022, la entidad singular de población tenía empadronados 19 habitantes y el núcleo de población 16 habitantes.